# Верди (Торино)
Верди је насеље у Италији у округу Торино, региону Пијемонт.
Према процени из 2011. у насељу је живело 78 становника. Насеље се налази на надморској висини од 579 м.